# Shot Me Down
Shot Me Down è un singolo del DJ francese David Guetta, registrato insieme alla cantante statunitense Skylar Grey. Il brano è stato pubblicato nel 2014 ed estratto dall'album Listen (Deluxe).
Il singolo riprende un brano della cantautrice statunitense Cher del 1966, Bang Bang (My Baby Shot Me Down).

## Tracce
- Download digitale

1. Shot Me Down (featuring Skylar Grey) – 3:11

- CD

1. Shot Me Down (featuring Skylar Grey (original) – 3:11
2. Shot Me Down (featuring Skylar Grey (extended) – 5:15